# Kurt Zimmermann (Illustrator)
Kurt Zimmermann (* 27. November 1913 in Berlin; † 10. Mai 1976 in Ost-Berlin) war einer der einflussreichsten Kinderbuchillustratoren der DDR.

## Leben

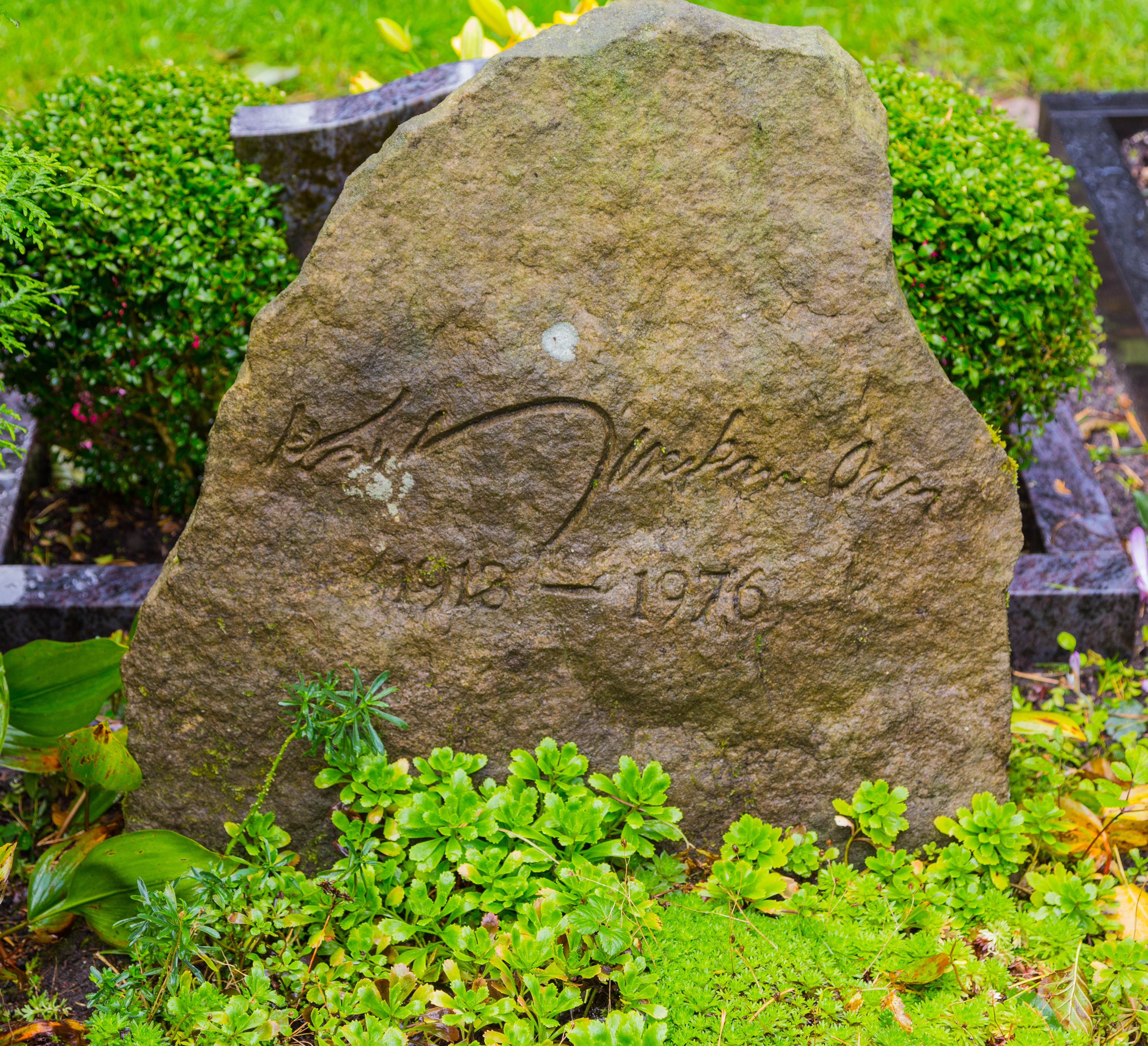
Grab von Kurt Zimmermann auf dem Kirchhof der Seemannskirche Prerow.

Kurt Zimmermann kam als Kind einer Berliner Arbeiterfamilie zur Welt. Von 1929 bis 1931 ging er in eine Lehre als Lithograph und besuchte gleichzeitig die Kunstgewerbeschule in Berlin. Im Jahre 1931 nahm er ein Studium an der Hochschule für Freie und Angewandte Kunst in Berlin-Charlottenburg auf. Er studierte bis 1935 unter anderem bei Ludwig Bartning und Richard Böhland (1868–1935).
Nach seinem Studium arbeitete Zimmermann als freischaffender Gebrauchsgrafiker. 1941 wurde er zur Wehrmacht eingezogen und geriet später in Kriegsgefangenschaft.
Nach seiner Rückkehr aus der Gefangenschaft 1948 arbeitete er wieder selbstständig in Berlin als Illustrator und Graphiker. Einmal hat er auch ein politisch orientiertes Plakat für die DDR entworfen. Sein Hauptschaffensgebiet waren jedoch Illustrationen von Kinderbüchern.  Allein 70 Kinderbücher, die in der DDR veröffentlicht wurden, trugen seine künstlerische Handschrift, vor allem im Kinderbuchverlag Berlin. Auch die deutschen Ausgaben sowjetischer Kinderbücher illustrierte er, so Timur und sein Trupp von Arkadi Gaidar und Wie der Stahl gehärtet wurde von Nikolai Ostrowski. Er gestaltete auch Buchumschläge wie die Titelgrafik von Poesiealbum 2 über Wladimir Majakowski. Zimmermann betätigte sich auch als Schriftsteller, so mit Die große Unbekannte (Militärverlag der DDR, 1980) und Das Vermächtnis (Militärverlag der DDR, 1988). Er bezeichnete es als seine Aufgabe, „den historischen Wandel im Menschen selbst und in seiner Beziehung zur Umwelt (zu) zeigen“.
Zimmermann begab sich auf Studienreisen u. a. nach Kuba (1961), in die UdSSR und nach Polen. Er war Mentor für Grafik am Institut für bildende Kunst der Berliner Hochschule für bildende und angewandte Kunst. Er war auf den meisten wichtigen zentralen Ausstellungen der DDR vertreten, u. a. 1953, 1962/63 und 1967/68 auf den Deutschen Kunstausstellungen in Dresden.
Zimmermann war mit der Grafikerin Gisela Zimmermann (1912–1978) verheiratet. Sein Grab befindet sich auf dem Kirchhof der Seemannskirche in Prerow.

## Sammlungen
- Insgesamt 1200 Blätter aus Zimmermanns Werk besitzt das Bilderbuchmuseum Burg Wissem.[3]

## Ehrungen
- 1959: Kunstpreis des FDGB
- 1960: Kunstpreis der DDR
- 1961: Kunstpreis des FDGB für die Lithografie „Schreibender Arbeiter“[4]
- 1963: Nationalpreis der DDR III. Klasse
- 1973: Vaterländischer Verdienstorden in Bronze

### Ehrungen im Wettbewerb „Schönste Bücher der DDR“
- 1955 für Ludwig Renn: Trini. Die Geschichte eines Indianerjungen. Kinderbuchverlag, Berlin.
- 1954 für Alex Wedding: Das eiserne Büffelchen. Verlag Neues Leben, Berlin.
- 1958 für Kurt Zimmermann: Sozialistische Grafik (= [Reihe] Kämpfende Kunst). Verlag des Ministeriums für Nationale Verteidigung, Berlin, DNB 790462710 (36 S., 61 Bl.).